# Косминская Виска
Косминская Виска — река в России, протекает по Республике Коми, около границы с Ненецким АО и Архангельской областью. Устье реки находится в 84 км по правому берегу реки Косма. Длина реки составляет 21 км.
Приток реки — Кырка.

## Данные водного реестра
По данным государственного водного реестра России относится к Двинско-Печорскому бассейновому округу, водохозяйственный участок реки — Печора от водомерного поста Усть-Цильма и до устья, речной подбассейн реки — бассейны притоков Печоры ниже впадения Усы. Речной бассейн реки — Печора.
Код объекта в государственном водном реестре — 03050300212103000079257.